# Rothesay, Skottland
Rothesay (engelska: Rothsey) är en ort i Storbritannien. Den är belägen i kommunen Argyll and Bute och riksdelen Skottland, i den nordvästra delen av landet, 600 km nordväst om huvudstaden London. Rothesay ligger 9 meter över havet och antalet invånare är 4 912. Den är belägen på ön Isle of Bute.
Terrängen runt Rothesay är platt åt sydväst, men norrut är den kuperad. Havet är nära Rothesay åt nordost. Närmaste större samhälle är Largs, 12,8 km öster om Rothesay. Trakten runt Rothesay består i huvudsak av gräsmarker.
Klimatet i området är tempererat. Årsmedeltemperaturen i trakten är 6 °C. Den varmaste månaden är augusti, då medeltemperaturen är 12 °C, och den kallaste är februari, med 2 °C.